# Katakumby Kaum asz-Szukafa

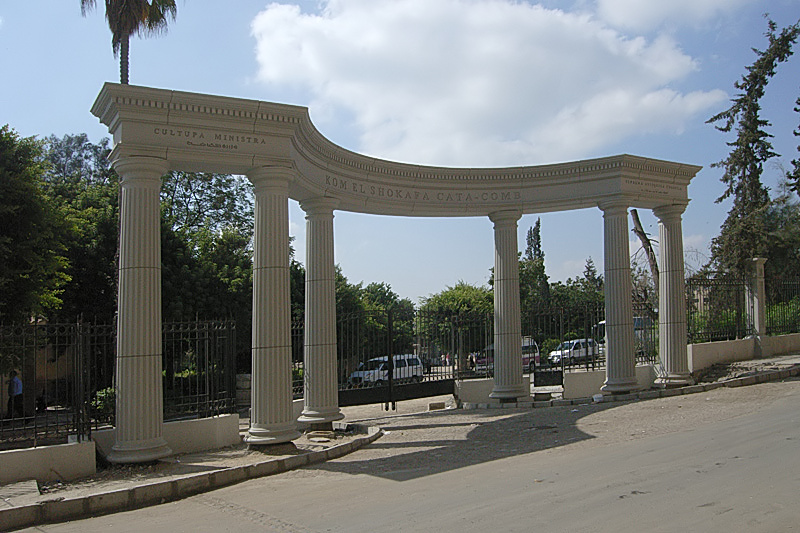
Wejście do katakumb

Katakumby Kaum asz-Szukafa (arab. ‏مقابر كوم الشقافة‎) – katakumby odkryte przypadkowo w Aleksandrii w Egipcie w 1900, jeden z siedmiu cudów średniowiecznego świata. Nazwa arabska jest tłumaczeniem greckiej nazwy Lofus Kerameikos i w tłumaczeniu polskim oznacza wzgórze skorup i pochodzi od rozbijanych naczyń, których po uczcie nie wolno było wynosić z grobowca. Unikatowość katakumb wiąże się zarówno z ich rozplanowaniem, jak i widocznym połączeniem tradycji egipskich, greckich i rzymskich. Wewnątrz zachowany trzypoziomowy grób rodzinny z II-III w. (najniższy poziom zalany wodą) z triklinium (triclinium funebre) – salą z wykutymi w skale ławami, służącymi libacjom ku czci pochowanych zmarłych. Do naszych czasów przetrwały one w idealnym stanie.

## Galeria

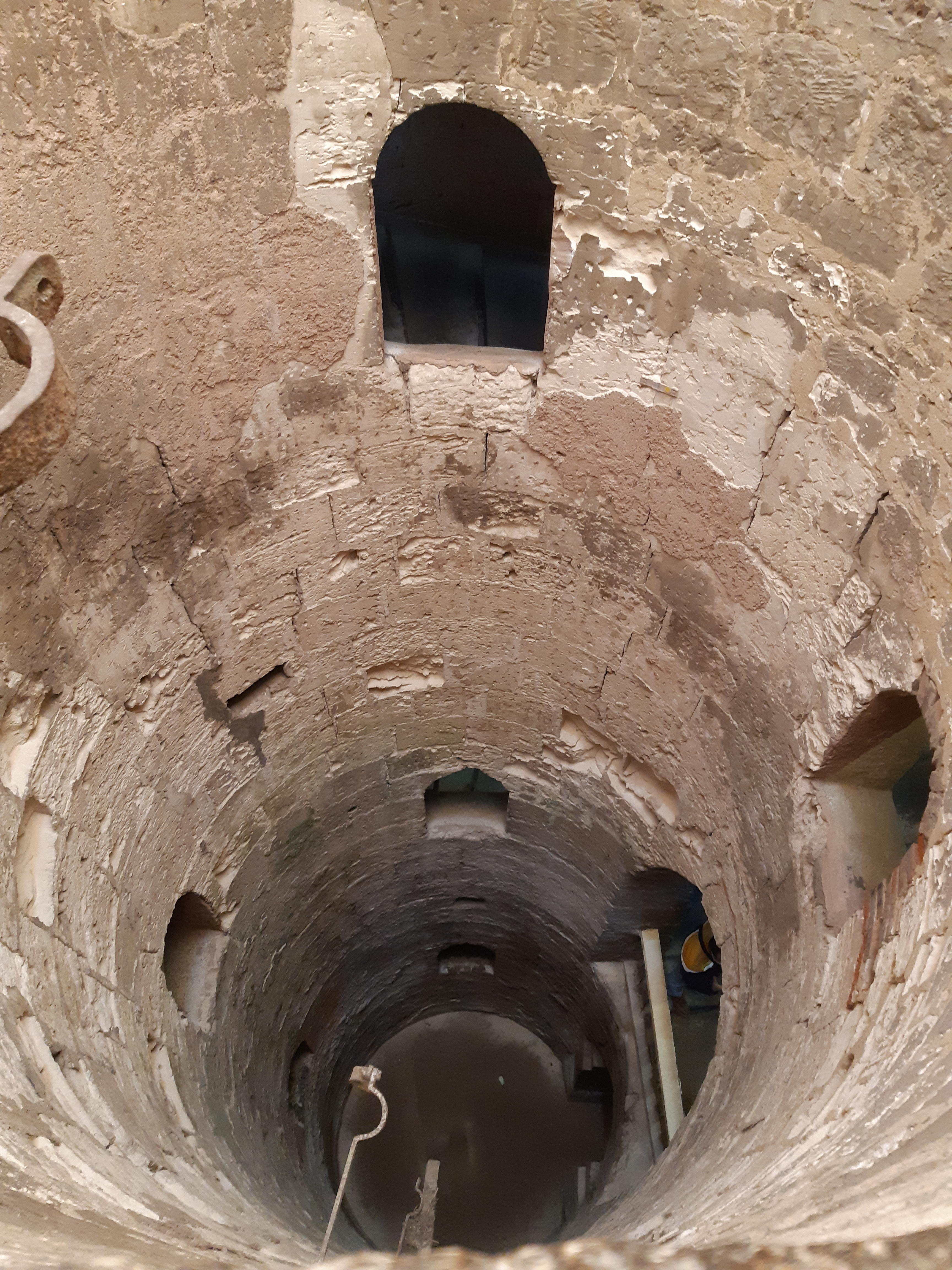
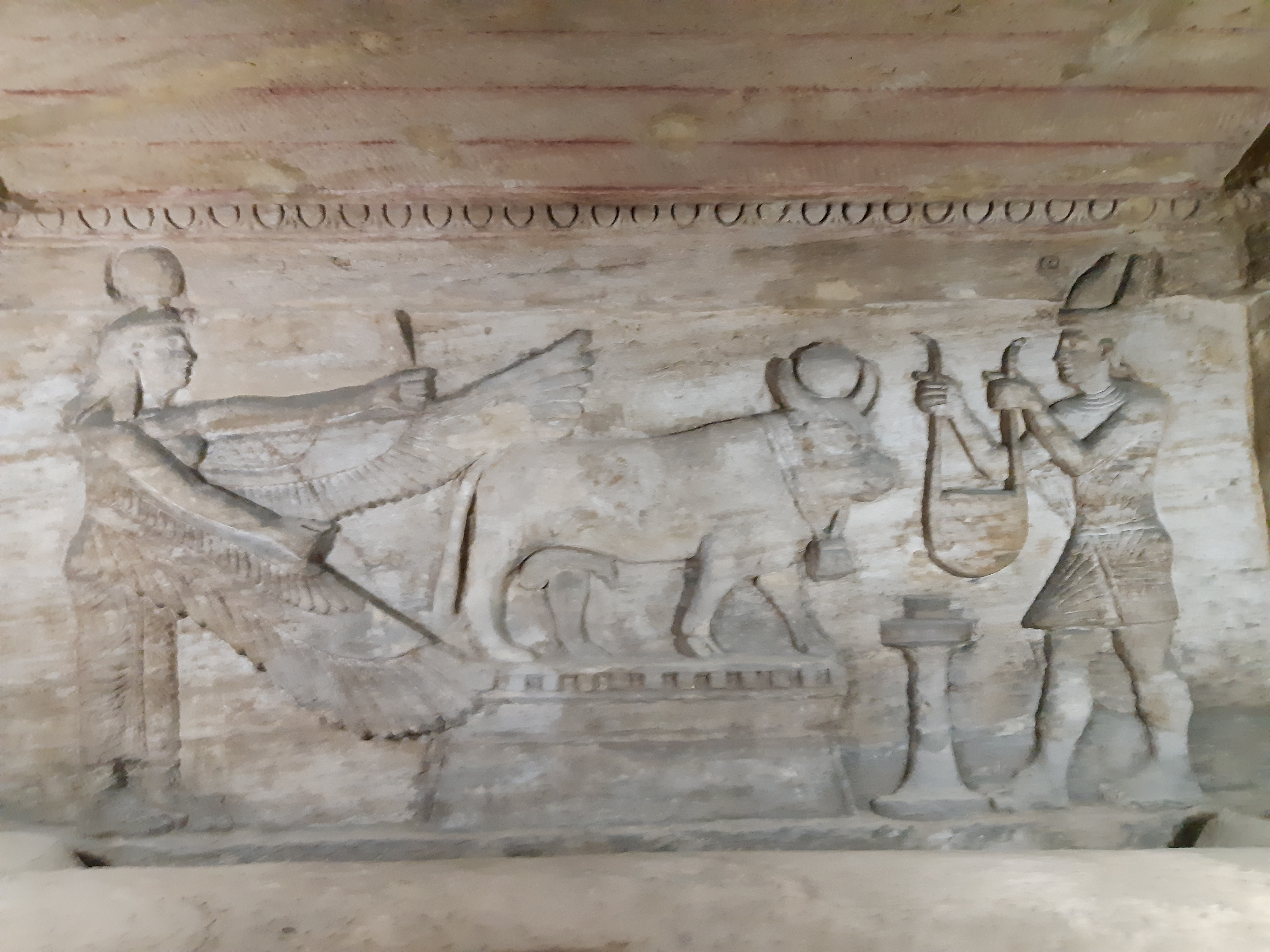
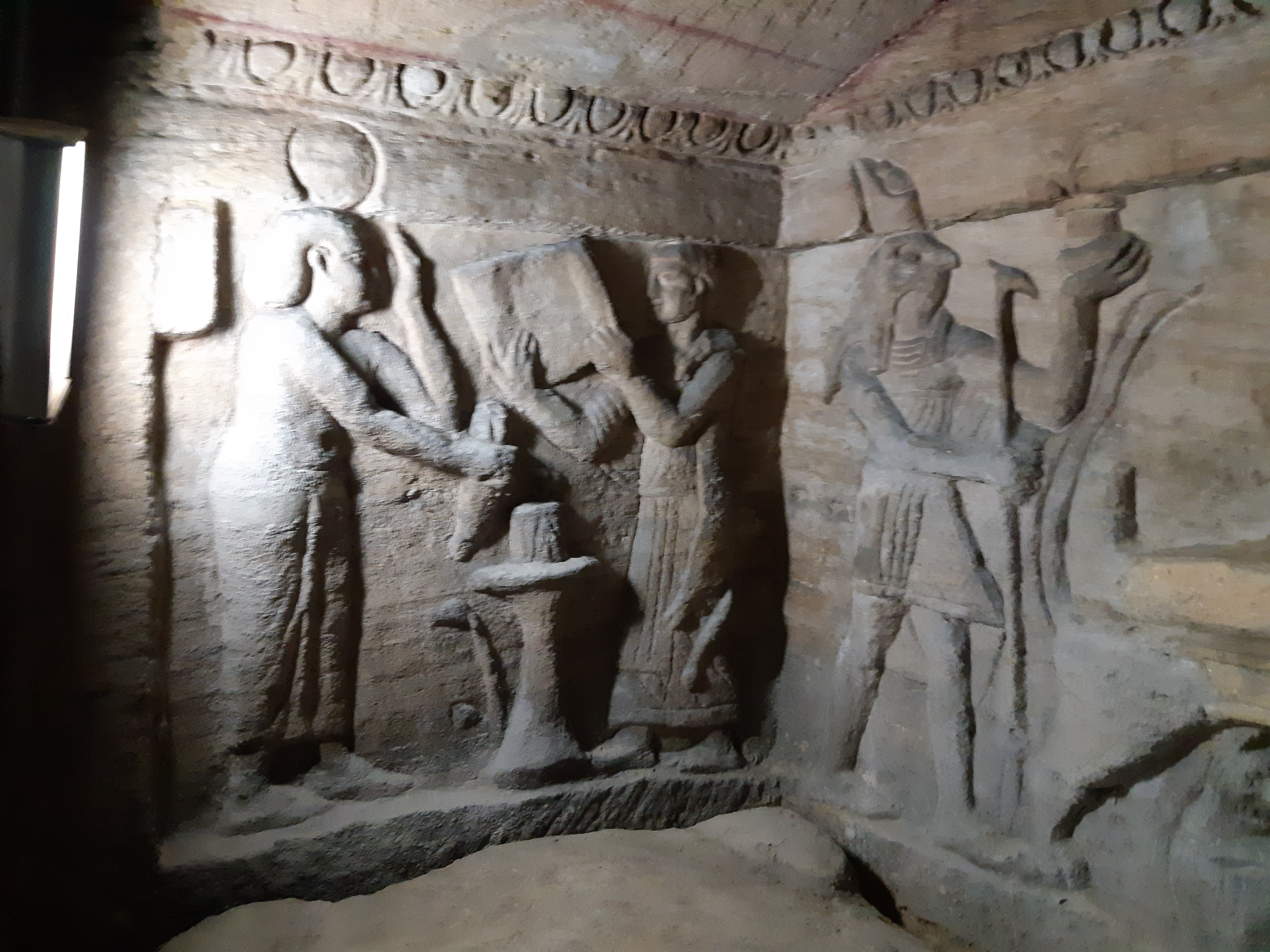
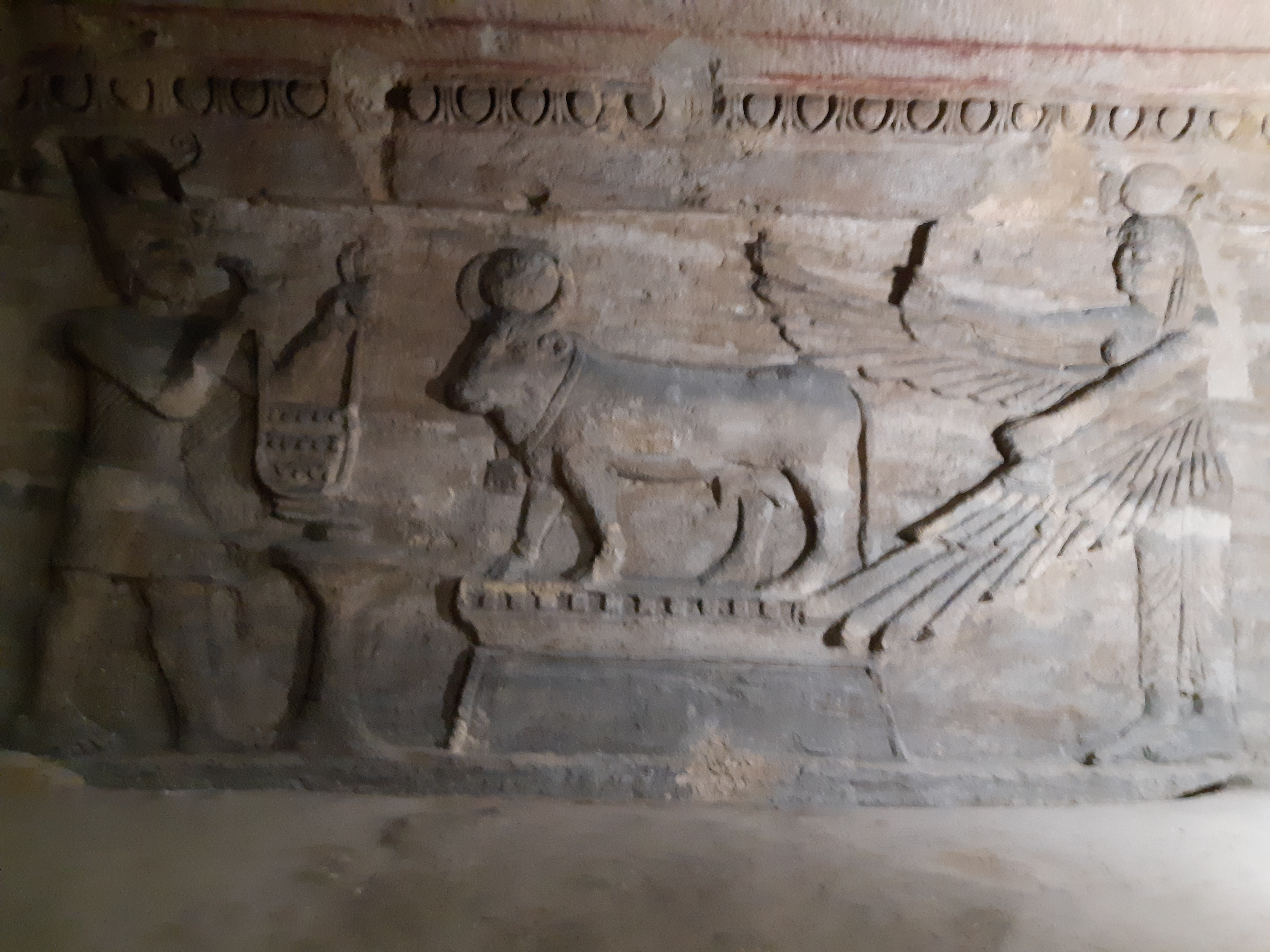
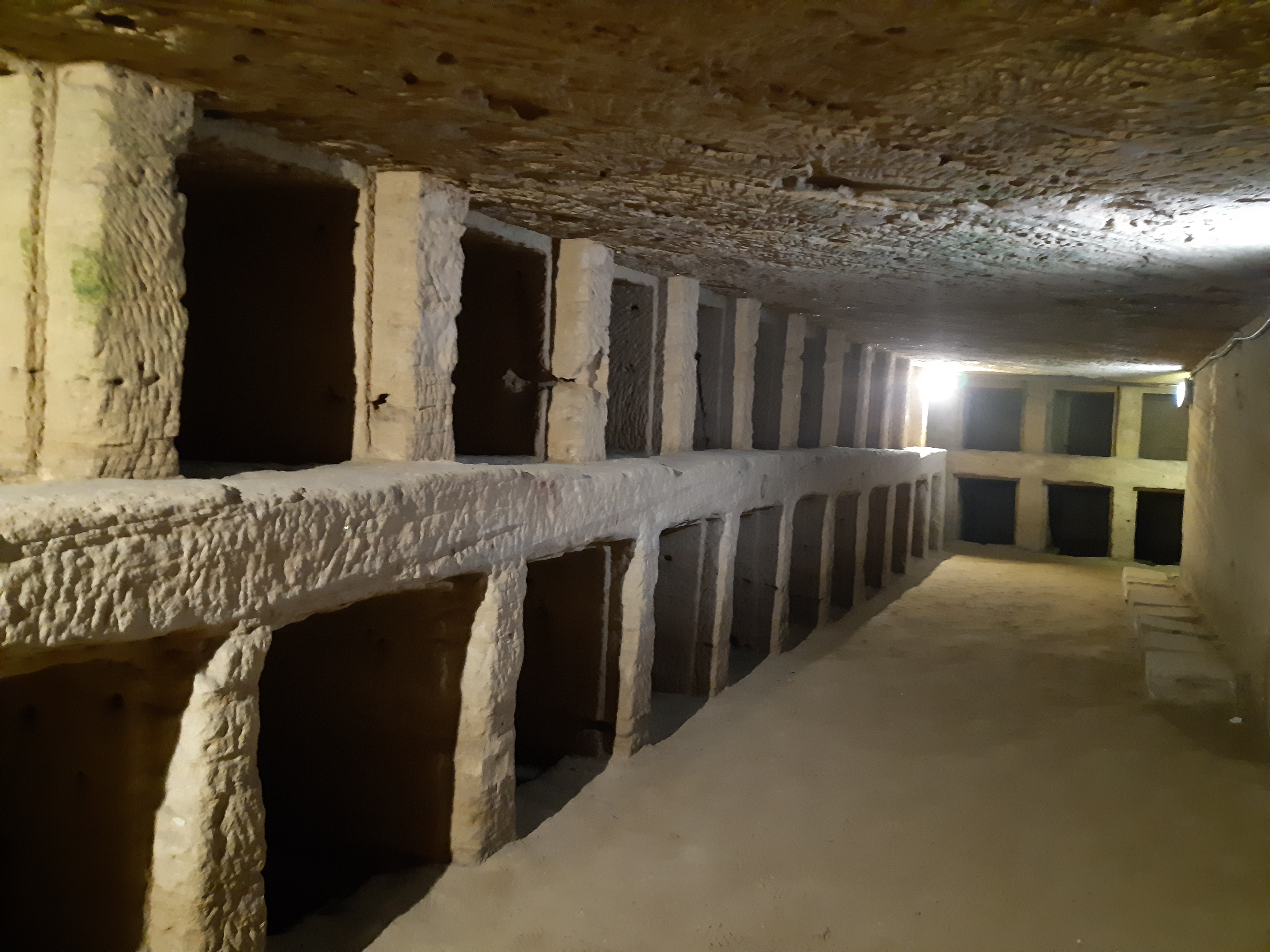
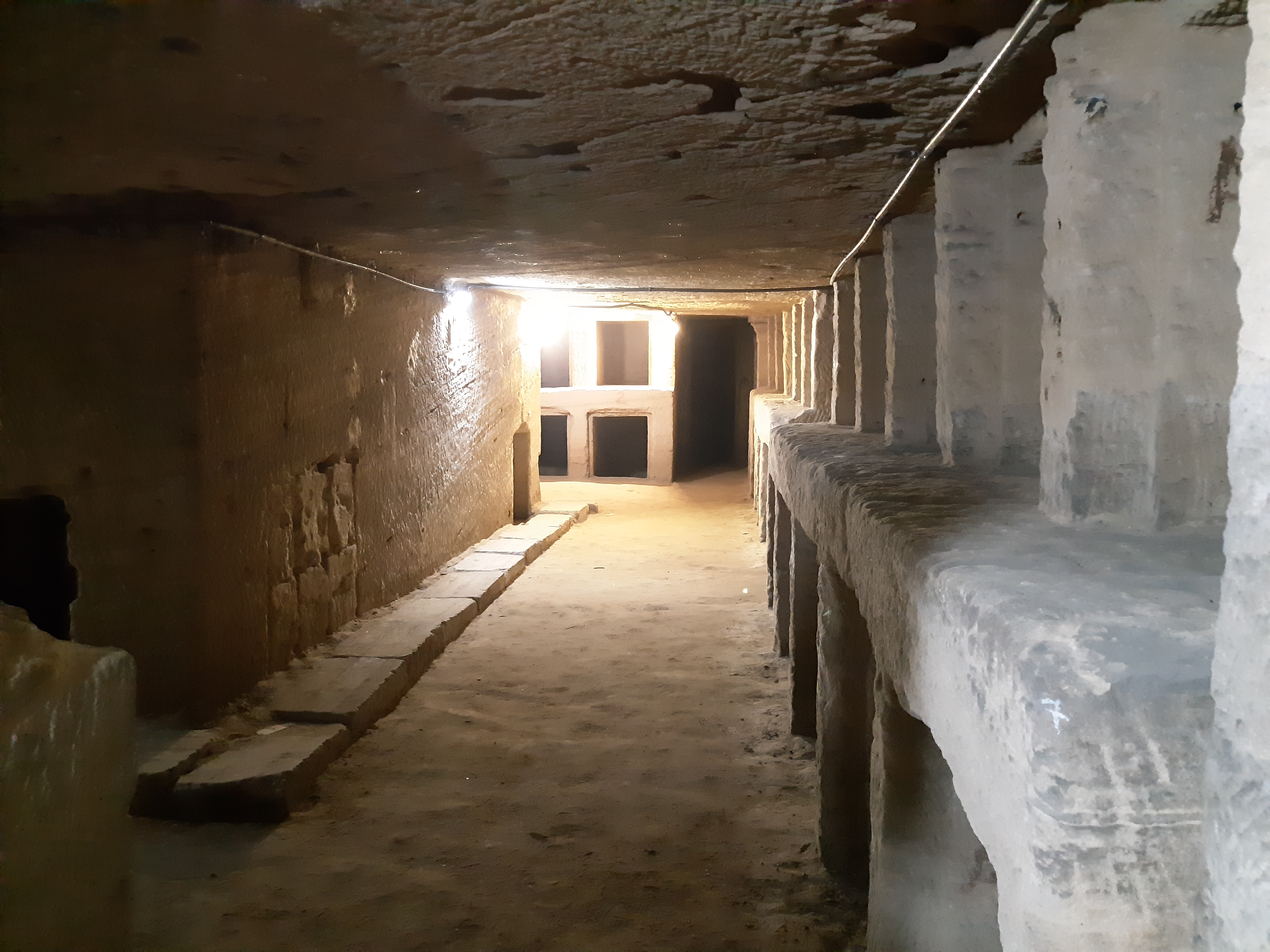
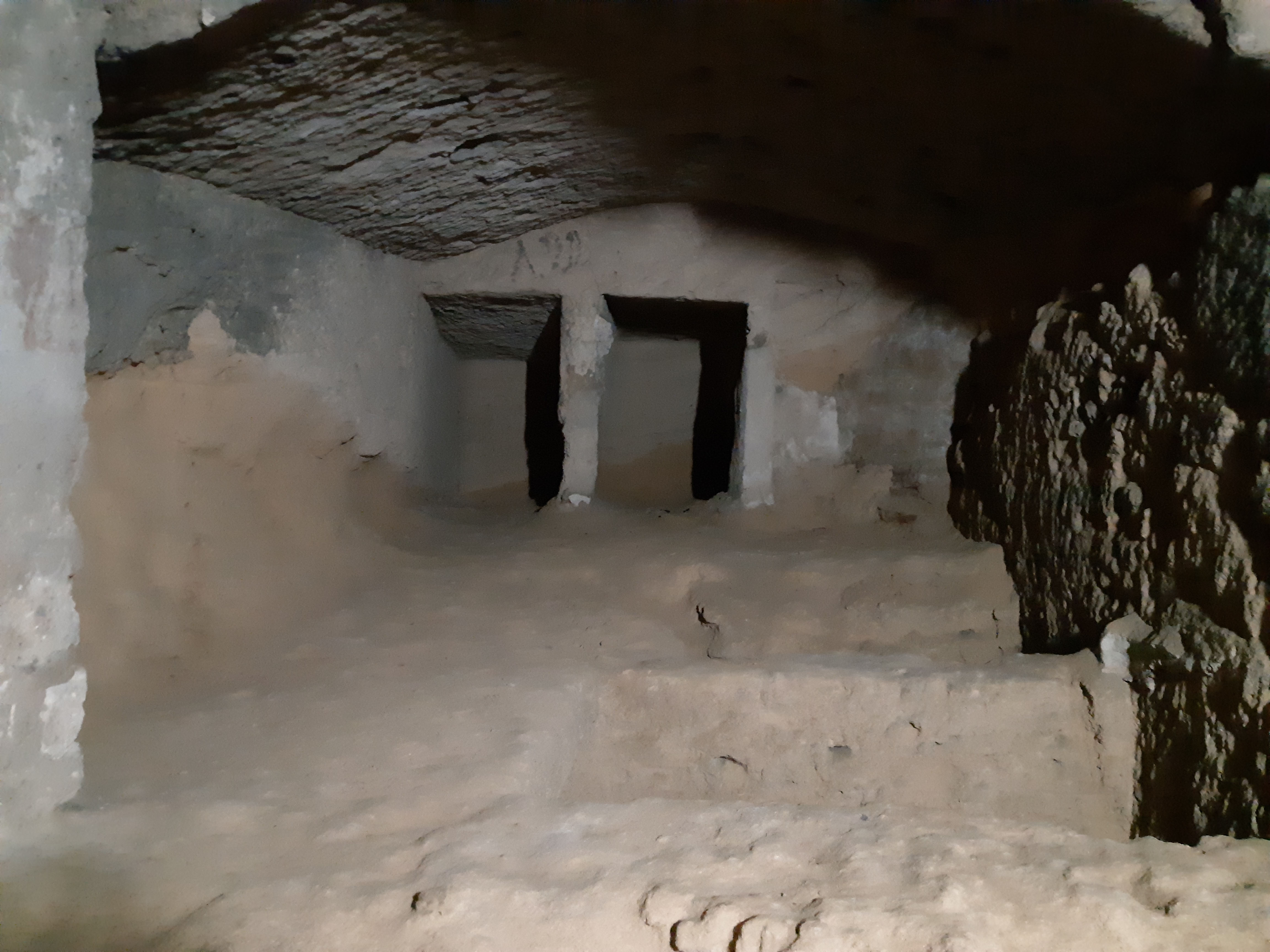
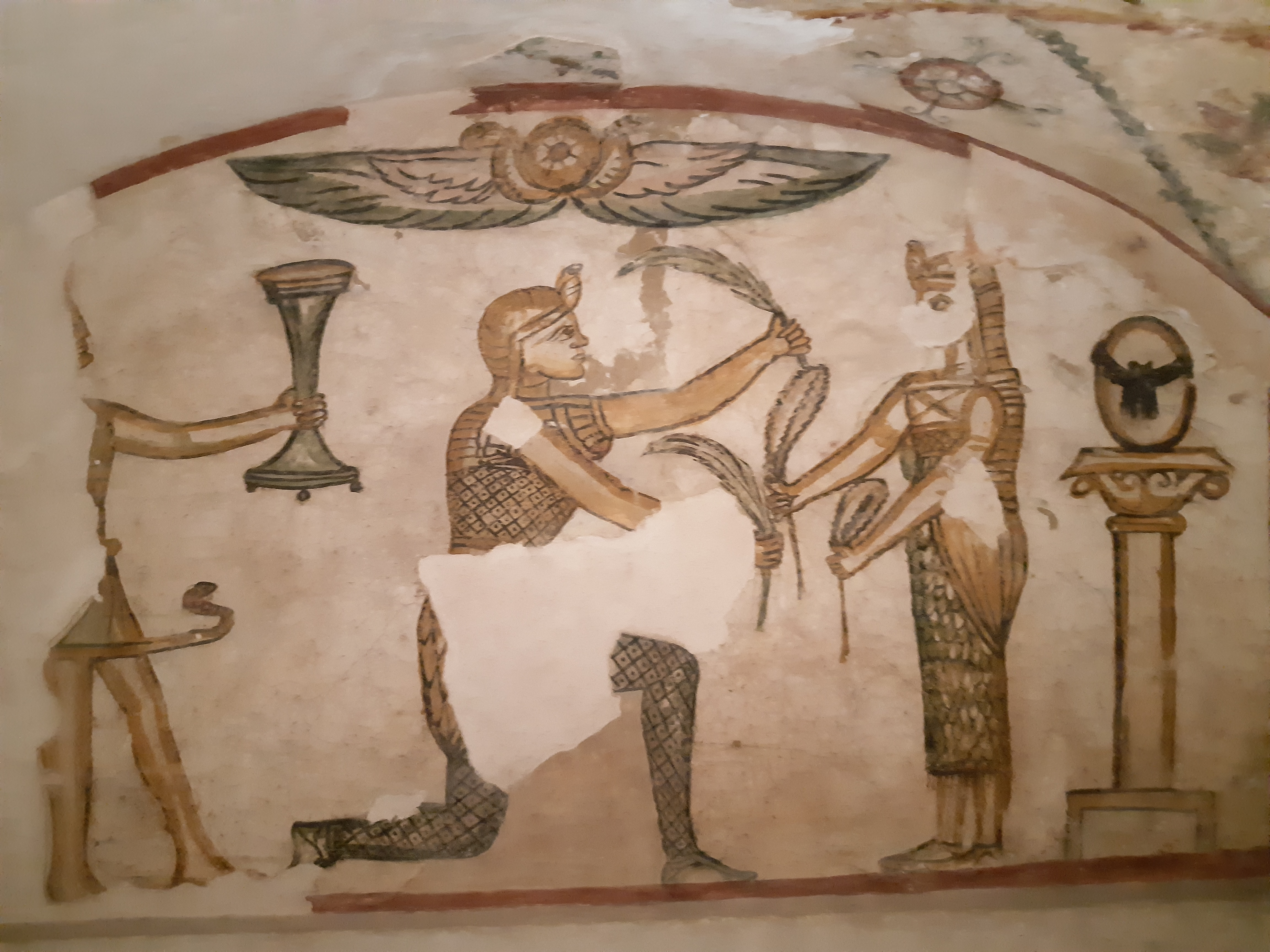